# محمد حسين المحرصاوي
محمد حسين المَحْرَصاوِيّ (1382- 1446 هـ / 1962- 2025 م) من علماء العربية، باحث ومحقِّق مصري، رئيس جامعة الأزهر من مايو 2017 إلى أغسطس 2022، وأستاذ بقسم اللغويات، وعميد سابق لكلية اللغة العربية في جامعة الأزهـر بالقاهرة.

## ولادته وتحصيله
ولد محمد حسين عبد العزيز حسن المَحْرَصاوِيّ في القاهرة، يوم السبت 11 ربيع الأول 1382هـ الموافق 11 أغسطس (آب) 1962م. 
تلقَّى تعليمه في كلية اللغة العربية بجامعة الأزهر بالقاهرة، فحصل على الإجازة العالِية (ليسانس) شعبة عامَّة سنة 1985 بتقدير جيد جدًّا. وعلى درجة التخصُّص (ماجستير) في اللغويات بتخصُّص (النحو والصرف والعَروض) سنة 1992 بتقدير ممتاز، وكانت رسالته بعنوان "دراسة المسائل النَّحْوية والصَّرفية من كتاب ”شرح قصيدة بانَتْ سُعادُ” لكعب بن زهير، لابن هشام الأنصاري".
ثم نال درجة العالِمِيَّة (دكتوراه) في اللغويات سنة 1996 بمرتبة الشرف الأولى، وعنوان أطروحته "الجزء الثاني من كتاب ”النبيل إلى نحو التسهيل” للشيخ خالد الأزهري ـ دراسة وتحقيق".

## عمله ونشاطاته
عمل في مختلِف كليات جامعة الأزهر بالقاهرة، وأستاذًا في قسم اللغويات، وعميدًا لكلية اللغة العربية في جامعة الأزهـر بالقاهرة. وعُيِّن رئيسًا لجامعة الأزهر من مايو 2017 إلى أغسطس 2022.

### محاضراته ودوراته
وشارك في إلقاء المحاضرات، وإقامة دورات في اللغة العربية في العديد من الجهاتِ ومنها:
1. المركز القومي للدراسات القضائية بوِزارة العدل.
2. المركز الثقافي الإسلامي بالجِيزة التابع لوِزارة الأوقاف.
3. المركز العامُّ لتدريب الأئمَّة بوِزارة الأوقاف.
4. معهد إعداد الدعاة بمسجد مجد الإسلام ـ تحت إشراف وِزارة الشؤون الاجتماعية.
5. كلية العلوم الإسلامية الأزهرية للوافدين، بجامعة الأزهر.
6. الرابطة العالمية لخريجي الأزهر، دورة الأئمَّة الأكراد، ودورة الأئمَّة الباكستانيين.
7. قِطاع المعاهد الأزهرية، الدورة التدريبية لمدرِّسي المعاهد الأزهرية للمستوى الخاصِّ، الدورة الأولى 2010، والدورة الثانية 2011، والدورة الثالثة 2012.
8. أكاديمية الرائد لدراسات التصوُّف وعلوم التراث، التابعة للعشيرة المحمَّدية.
9. كلية التربية جامعة الأزهر بنين بالقاهرة، ندوة كيف تكون أستاذًا ناجحًا.

### مشاركاته في التحكيم
1. تحكيم برنامج الدراسات العليا، والدكتوراه في اللغة العربية بجامعة الملك خالد بأبها في السعودية.
2. تحكيم برنامج الدراسات العليا للغة العربية بجامعة تبوك في السعودية.
3. تحكيم كثير من المسابقات برعاية الشباب بالكلية وخارجها.
4. تحكيم بحوث مجلة كلية اللغة العربية بالقاهرة والأقاليم، ومجلة قِطاع اللغة العربية والشُّعَب المناظرة لها، ومجلة عالم الفكر بالكويت، ومجلة جامعة الباحة في السعودية، ومركز البحوث بكلية الآداب بجامعة الملك سعود، وغير ذلك.
5. تحكيم بحوث الترقية لدرجة أستاذ، وأستاذ مساعد، بجامعة الأزهر، وجامعة أم القرى بالسعودية، وجامعة طيبة بالسعودية، وجامعة الأنبار بالعراق.

### مشاركاته الخارجية
شارك في العديد من اللجان العلمية والثقافية بجامعة الأزهر بالقاهرة، وجامعة الملك خالد بأبها، وفي كثير من الندَوات والمؤتمرات، ومنها:
1. (رؤية الأئمة والدعاة لتجديد الخطاب الديني وتفكيك الفكر المتطرف) المؤتمر العام الخامس والعشرون للمجلس الأعلى للشئون الإسلامية (2015م) بالأقصر.
2. (دور المؤسسات الدينية في العالمين العربي والإسلامي في مواجهة التحديات ـ الواقع والمأمول ـ نقد ذاتي ورؤية موضوعية) المؤتمر العام السادس والعشرون للمجلس الأعلى للشئون الإسلامية (2016م) بأسوان.
3. (مَنْ هم أهل السنة والجماعة؟) مؤتمر دولي عُقِد بدولة الشيشان، بحضور الإمام / شيخ الأزهر، الفترة من 24/8/2106 : 26/8/2016م.
4. (المرأة ومسيرة التطور التنويري) المؤتمر الدولي للمرأة لكلية الدراسات الإسلامية والعربية للبنات بالقاهرة، الذي عقد بمركز مؤتمرات الأزهر الشريف يومي 18 ، 19/10/2016م.
5. (الحرية والمواصلة، التنوع والتكامل) مؤتمر الأزهر ومجلس حكماء المسلمين، 28/2 : 1/3/2017م.

## كتبه وآثاره

### في التحقيق
1. رفع السِّنَة في نَصْب الزِّنَة، للإمام جلال الدين السُّيوطي.
2. شرح المُلُوكي في التصريف، لابن يعيش، تحقيق ودراسة، في 804 صفحة.

### في التأليف
1. فَوْح الشَّذا بأحكام (عَسَى)، دراسة تفصيلية شاملة لأحكام عَسَى، وما يتصل بها.
2. مِن أثر الكتاب في اختلاف أُولي الألباب، دراسة للمسائل النحوية والصرفية التي اختلف العلماءُ في حكاية مذهب سيبويه فيها.[3]
ثم طبع بمكتبة كشيدة، سلسلة (مفردات أزهرية معاصرة) سنة 1437هـ/ 2016م.
3. الأخفش الأصغر أبو الحسن علي بن سليمان حياته وجهوده، في 480 صفحة.
4. رُؤى نقدية في تحقيقات كتب تراثية، مع مقدمة بعنوان "التحقيق فنٌّ عربي".
5. منهج ابن القوَّاس بين شرحي الألفية والكافية ـ عرض وتحليل، في 200 صفحة.

### كتبه الدراسية
1. الدُّرَر السَّنِية في قواعد العربية، ج1، ج2 (بالاشتراك).
2. محاضرات في النحو والصرف، ج1، ج2، ج3 (بالاشتراك).
3. دروس في النحو والصرف، ج2، ج4 (بالاشتراك).
4. تيسير النحو، ج2 (بالاشتراك).
5. أحكام العدد وكناياته.
6. إيضاح شذا العَرْف في فَنِّ الصَّرف، ج3، ج4.
7. المهارات اللغوية (بالاشتراك).
8. الجُمَل التي لها محلٌّ من الإعراب، والتي لا محلَّ لها.
9. نُزهة الطَّرْف في النحو والصرف، ج1، ج2 (بالاشتراك).
10. تيسير قواعد العربية، ج4 (بالاشتراك).

### بحوثه
1. تحقيق (رسالة في: كأنَّكَ بالدُّنيا لم تكُنْ وبالآخِرةِ لم تَزَُلْ ـ لابن هشام الأنصاري)، مجلة كلية اللغة العربية جامعة الأزهر بالقاهرة، العدد (15)، 1417هـ/ 1997م.
2. (كشف اللثام عمَّا تحت ”رُبَّ” مِن أحكام)، مجلة كلية اللغة العربية بالقاهرة، العدد (16)، 1418هـ/ 1998م.
3. (القول الشَّاف في تتميم ما فات محقِّقَ الارتشافِ) مجلة كلية اللغة العربية بالقاهرة، العدد (17)، 1419هـ/ 1999م.
4. (صِيَغ المُبالغة بينَ السَّماع والقياس) مجلة كلية اللغة العربية بالقاهرة، العدد (20)، 1422هـ/ 2002م.
5. نظرات في (المُعجَم المُفصَّل في شواهد النَّحْو الشِّعرية ـ للدكتور إميل بديع يعقوب) مجلة كلية اللغة العربية بالقاهرة، العدد (21)، 1424هـ/ 2003م.
ثم طبع ثانية في 1426هـ/ 2005م التركي للكمبيوتر.
6. نظرات في تحقيق (الدُّر المَصُون في علوم الكتاب المَكنُون، للسَّمين الحَلَبي، للدكتور أحمد محمد الخرَّاط) مجلة كلية اللغة العربية بالقاهرة، العدد (23)، 1426هـ/ 2005م.
وهو منشور بالشَّابِكة (الإنترنت).
7. ابن يعيش وكتابه (شرح المُلُوكي في التصريف) مجلة كلية اللغة العربية بالقاهرة، العدد (25)، 1427هـ/ 2007م.
8. ممَّا اختُلف في وزنه أو وزن أصله من ألفاظ القرآن الكريم، مجلة كلية اللغة العربية بالقاهرة، العدد (25)، 1428هـ/ 2007م.
9. من عثَرات المؤلفين والمحقِّقين، مجلة قطاع كلِّيات اللغة العربية والشُّعَب المناظرة لها، العدد (5)، 1432هـ/ 2011م.
10. الأحكام النحوية للعدد (ثَمان)، مجلة قطاع كلِّيات اللغة العربية والشعب المناظرة لها، العدد (7)، 1434هـ/ 2013م.

#### تحت الطبع
1. تحقيقات نحوية وصرفية لبعض آراء علماء العربية.
2. معجم ما اختُلف في وزنه أو وزن أصله.
3. الفهارس الفنية لمعاني القرآن، للفرَّاء.
4. تدقيق في تحقيق هَمْع الهَوامِع والدُّرَر اللَّوامِع.

## وفاته
توفي محمد حسين المَحْرَصاوِيّ يوم الخميس 27 رمضان 1446هـ الموافق 27 مارس (آذار) 2025م، عن عمر ناهز أربعة وستين سنة هجرية. 